# Junger Herr auf altem Hof
Junger Herr auf altem Hof ist eine Familienserie, die am 15. Dezember 1969 das erste Mal ausgestrahlt wurde und in 13 Folgen im ZDF lief.

## Inhalt
Der Hof der Grothes ist als stolzer Familienbesitz von Generation zu Generation vererbt worden. Allerdings wird Vater Christian Grothe langsam zu alt dafür, den Bauernhof
alleine zu bewirtschaften. Sohn Helmut, der sich eigentlich mit seiner Braut Ursula Bentheim eine Zukunft in Kanada aufbauen wollte, ist wenig begeistert davon, den Hof zu übernehmen. 
Aber dann beschließt er, doch in die Fußstapfen seines Vaters zu treten. Die Entscheidung trifft vor allem Ursula hart, die nun ihre eigenen Karrierepläne zurückstellen muss. Die Nachbarn im Dorf haben ebenso ihre ganz eigenen Vorstellungen von den „egoistischen jungen Leuten“. 